# 越水利江子
越水 利江子（こしみず りえこ）は、日本の児童文学作家、小説家、ファンタジー作家、時代小説作家。東北芸術工科大学客員教授。日本ペンクラブ会員。

## 略歴
高知県生まれ、京都府育ち。京都府立洛東高等学校卒。京都府在住。
1995年『風のラヴソング』で芸術選奨新人賞、日本児童文学者協会新人賞受賞。以後児童文学作家として活動する。2005年『あした、出会った少年 花明かりの街で』で日本児童文芸家協会賞受賞。坂本龍馬、新撰組を愛する。
2012年東北芸術工科大学客員教授。

## 著書
- 『風のラヴソング』（岩崎書店） 1993.12、のち完全版（講談社青い鳥文庫） 2008.5  ISBN：9784062850261
- 『ファースト・ラヴ』（岩崎書店、ヤング・アダルト文庫） 1996.4
- 『フレンド 空人の森へ』（教育画劇） 1999.7
- 『もうすぐ飛べる!』（津田真帆絵、大日本図書） 2000.7  ISBN：9784477011356
- 『よみせぶとん』（渡辺有一絵、新日本出版社） 2001.12  ISBN：9784406028486
- 『かいぞくぶろ』（渡辺有一絵、新日本出版社） 2001.5  ISBN：9784406028165
- 『ごっとんクリスマス』（渡辺有一絵、新日本出版社） 2002.12  ISBN：9784406029629
- 『あした、出会った少年 花明かりの街で』（ポプラ社） 2004.5
- 『おしん』（橋田壽賀子原作、山田耕大脚本、ポプラ社、ポプラポケット文庫） 2004.9  ISBN：9784591135792
- 『月夜のねこいち』（毎日新聞社） 2004.11  ISBN：9784620200088
- 『竜神七子の冒険』（石井勉絵、小峰書店） 2006.11  ISBN：9784338224048
- 『ぼく、イルカのラッキー』（毎日新聞社） 2006.12
- 『月下花伝 時の橋を駆けて』（大日本図書） 2007.4
- 『花天新選組 君よいつの日か会おう』（大日本図書） 2008.4
- 『洗い屋お姫捕物帳 まぼろし若さま花変化』（国土社） 2008.10
- 『時空忍者おとめ組!』1 - 4（講談社、青い鳥文庫） 2009 - 2010
- 『恋する新選組』1 - 3（角川つばさ文庫） 2009
- 『ガラスの梨 ちいやんの戦争』（牧野千穂絵、ポプラ社） 2018年7月  ISBN：9784591159088

### 「忍剣 花百姫伝」シリーズ
- 『忍剣 花百姫伝 1 めざめよ鬼神の剣』（陸原一樹絵、ポプラ社） 2005.6  ISBN：9784591086896
- 『忍剣 花百姫伝 2 魔王降臨』（陸原一樹絵、ポプラ社） 2005.11  ISBN：9784591089613
- 『忍剣 花百姫伝 3 時をかける魔鏡』（陸原一樹絵、ポプラ社） 2006.8  ISBN：9784591093757
- 『忍剣 花百姫伝 4 決戦、逢魔の城』（陸原一樹絵、ポプラ社） 2007.8  ISBN：9784591098905
- 『忍剣 花百姫伝 5 紅の宿命』（陸原一樹絵、ポプラ社） 2008.5  ISBN：9784591103371
- 『忍剣 花百姫伝 6 星影の結界』（陸原一樹絵、ポプラ社） 2009.2  ISBN：9784591108215
- 『忍剣 花百姫伝 7 愛する者たち』（陸原一樹絵、ポプラ社） 2010.3  ISBN：9784591116913

### 「百怪寺・夜店」シリーズ
- 『妖怪ラムネ屋』（あかね書房、百怪寺・夜店シリーズ 1） 2004.6  ISBN：9784251039415
- 『魔怪さかさま屋』（あかね書房、百怪寺・夜店シリーズ 2） 2004.12  ISBN：9784251039422
- 『奇怪変身おめん屋』（あかね書房、百怪寺・夜店シリーズ 3） 2005.4  ISBN：9784251039439
- 『魔女リンゴあめ屋』（あかね書房、百怪寺・夜店シリーズ 4） 2005.7  ISBN：9784251039446

### 「霊少女清花」シリーズ
- 『霊少女清花 1 時空より愛をこめて』（岩崎書店、YA!フロンティア） 2007
- 『霊少女清花 2 時の裂け目に鬼が舞う』（岩崎書店、YA!フロンティア） 2008
- 『霊少女清花 3 悪霊狩りの歌がきこえる』（岩崎書店、YA!フロンティア） 2010

### 「こまじょちゃん」シリーズ
- 『まじょもりのこまじょちゃん』（ポプラ社） 2007.3
- 『こまじょちゃんとあなぼっこ』（ポプラ社） 2007.7
- 『こまじょちゃんとふしぎのやかた』（ポプラ社） 2007.11
- 『こまじょちゃんとそらとぶねこ』（ポプラ社） 2008.4

### 「ヴァンパイアの恋人」シリーズ
- 『ヴァンパイアの恋人 1 誓いのキスは誰のもの』（椎名咲月絵、ポプラ社、ポプラカラフル文庫） 2012.6  ISBN：9784591129364
- 『ヴァンパイアの恋人 2 運命のキスを君に』（椎名咲月絵、ポプラ社、ポプラカラフル文庫） 2012.8  ISBN：9784591130353

### 短編共著
- 『笑い猫の5分間怪談(1) 幽霊からの宿題』（那須田淳責任編集、okama絵、松原秀行 他、KADOKAWA） 2015.7  ISBN：9784048693684
- 『笑い猫の5分間怪談(6) 死者たちの深夜TV』（那須田淳責任編集、okama絵、緑川聖司 他、KADOKAWA） 2016.7  ISBN：9784048656290
- 『笑い猫の5分間怪談(8) 悪夢の化け猫寿司』（那須田淳責任編集、okama絵、緑川聖司 他、KADOKAWA） 2016.10  ISBN：9784048921503
- 『おもしろい話が読みたい!（ラブリー編）』（あさのあつこ, 小林深雪, 服部千春, 令丈ヒロ子、講談社、青い鳥文庫）

2010.7  ISBN：9784062162920

### 再話
- 『源氏物語 時の姫君いつか、めぐりあうまで』（紫式部作、角川つばさ文庫） 2011.11
- 『小公女』（F・H・バーネット作、丹地陽子絵、ポプラ社、ポプラ世界名作童話3） 2015.10  ISBN：9784591147009
- 『竹取物語 / 虫めづる姫君』（加藤康子監修、小坂伊吹 / いのうえたかこ絵、Gakken、10歳までに読みたい日本名作2） 2017.4  ISBN：9784052046087
- 『東海道中膝栗毛』（十返舎一九原作、加藤康子監修、丸谷朋弘絵、Gakken、10歳までに読みたい日本名作10） 2017.12  ISBN：9784052047633
- 『若草物語』（L・M・オルコット作、編訳、坪田信貴監修、Nardack絵、KADOKAWA、100年後も読まれる名作9） 2018.7  ISBN：9784048935128
- 『義経千本桜』（十々夜絵、岩崎書店） 2018.12  ISBN：9784265050185

### 伝記
- 『あきらめないでまた明日も 岩田美津子 点字つき絵本にかける夢』（岩崎書店） 2004.4
- 『江 浅井三姉妹 戦国を生きた姫たち』（ポプラポケット文庫） 2011.3  ISBN：9784591123850
- 『リンカーン アメリカを変えた大統領』（結川カズノ絵、KADOKAWA） 2013.4  ISBN：9784046313072
- 『杉文 真心をつくした吉田松陰の妹』（十々夜絵、岩崎書店、フォア文庫） 2014.12  ISBN：9784265064878
- 『ベートーベン』（平野昭監修、よん絵、Gakken、やさしく読める ビジュアル伝記） 2018.6  ISBN：9784052048470
- 『土方歳三』（十々夜絵、岩崎書店、波乱に満ちておもしろい！ ストーリーで楽しむ伝記） 2020.2  ISBN：9784265051335
- 『織田信長』（十々夜絵、岩崎書店、波乱に満ちておもしろい! ストーリーで楽しむ伝記） 2022.4  ISBN：9784265051373

## PV・CM
- 恋する新撰組（角川つばさ文庫）

歌・日南まゆき、音楽・Mar-Bow、映像・竹内英孝
- 忍剣花百姫伝（ポプラ社）

歌・日高美子「君よ共に行こう」、音楽・Jun Ohsugi、映像・東洋平
- ヴァンパイアの恋人（ポプラ社）

音楽・Jun Ohsugi、映像・東洋平